# Uridine monophosphate
Pour les articles homonymes, voir UMP.
L’uridine monophosphate (UMP), également appelée acide 5'-uridylique, est un ribonucléotide constitué de résidus d'uridine, une base nucléique, et de ribose estérifié par un groupe phosphate. Avec l'adénosine monophosphate (AMP), la guanosine monophosphate (GMP) et la cytidine monophosphate (CMP), elle est l'un des monomères constituant l'ARN, où l'uracile peut se lier à l'adénine par deux liaisons hydrogène.

## Rôle biologique
Dans l'ARN, le nucléotide uridine, ou "U", est l'analogue de la thymidine (T) dans l'ADN, dont il ne diffère que par un méthyle, présent sur le T et absent sur le U. L'uridine peut former des appariements de type Watson et Crick avec l'adénosine, les paires A-U de l'ARN étant analogues aux paires A-T de l'ADN. De plus, l'uridine peut former des paires "bancales" (en:wobble) avec les guanosines. Ces appariements bancals G-U interviennent dans le décodage du code génétique par les ARNt, au niveau de l'interaction codon-anticodon.